# Antonio Cantudo
Antonio Manuel Cantudo Hernández (Santa Cruz de Tenerife; 4 de agosto de 1951-13 de marzo de 2023) más conocido como Cantudo, fue un futbolista español que se desempeñó como delantero.
En toda su carrera deportiva jugó un total de 220 partidos y llegó a convertir un total de 48 goles.
Falleció el 13 de marzo de 2023 a los 71 años.

## Trayectoria deportiva
| Temporada | Equipo                 | País              | División | Edad |
| --------- | ---------------------- | ----------------- | -------- | ---- |
| 1970-1971 | Tenerife Atlético      | Bandera de España |          | 19   |
| 1971-1972 | Talavera               | Bandera de España |          | 20   |
| 1972-1973 | Tenerife               | Bandera de España | 2º       | 21   |
| 1973-1974 | Tenerife               | Bandera de España | 2º       | 22   |
| 1974-1975 | Sevilla                | Bandera de España | 2º       | 23   |
| 1975-1976 | Sevilla                | Bandera de España | 1º       | 24   |
| 1976-1977 | Sevilla                | Bandera de España | 1º       | 25   |
| 1977-1978 | Deportivo de La Coruña | Bandera de España | 2º       | 26   |
| 1978-1979 | Deportivo de La Coruña | Bandera de España | 2º       | 27   |
| 1979-1980 | Deportivo de La Coruña | Bandera de España | 2º       | 28   |